# Polány
Polány là một thị trấn thuộc hạt Somogy, Hungary. Thị trấn này có diện tích 12,87 km², dân số năm 2010 là 252 người, mật độ 20 người/km².